# Abonma
Abonma je izraz za vnaprej plačano naročilo. V slovenščino je prešel prek nemške oziroma francoske besede abonnement, ta pa preko starofrancoskega absoner (omejiti). V slovenskem jeziku se izraz abonma nanaša predvsem na poslovni model prodaje vstopnic za serijo kulturnih prireditev. Tako se hkrati tudi sam cikel prireditev, ki jih organizira določena kulturna ustanova, imenuje abonma (npr. operni, gledališki, koncertni abonma). 